# Dark earth

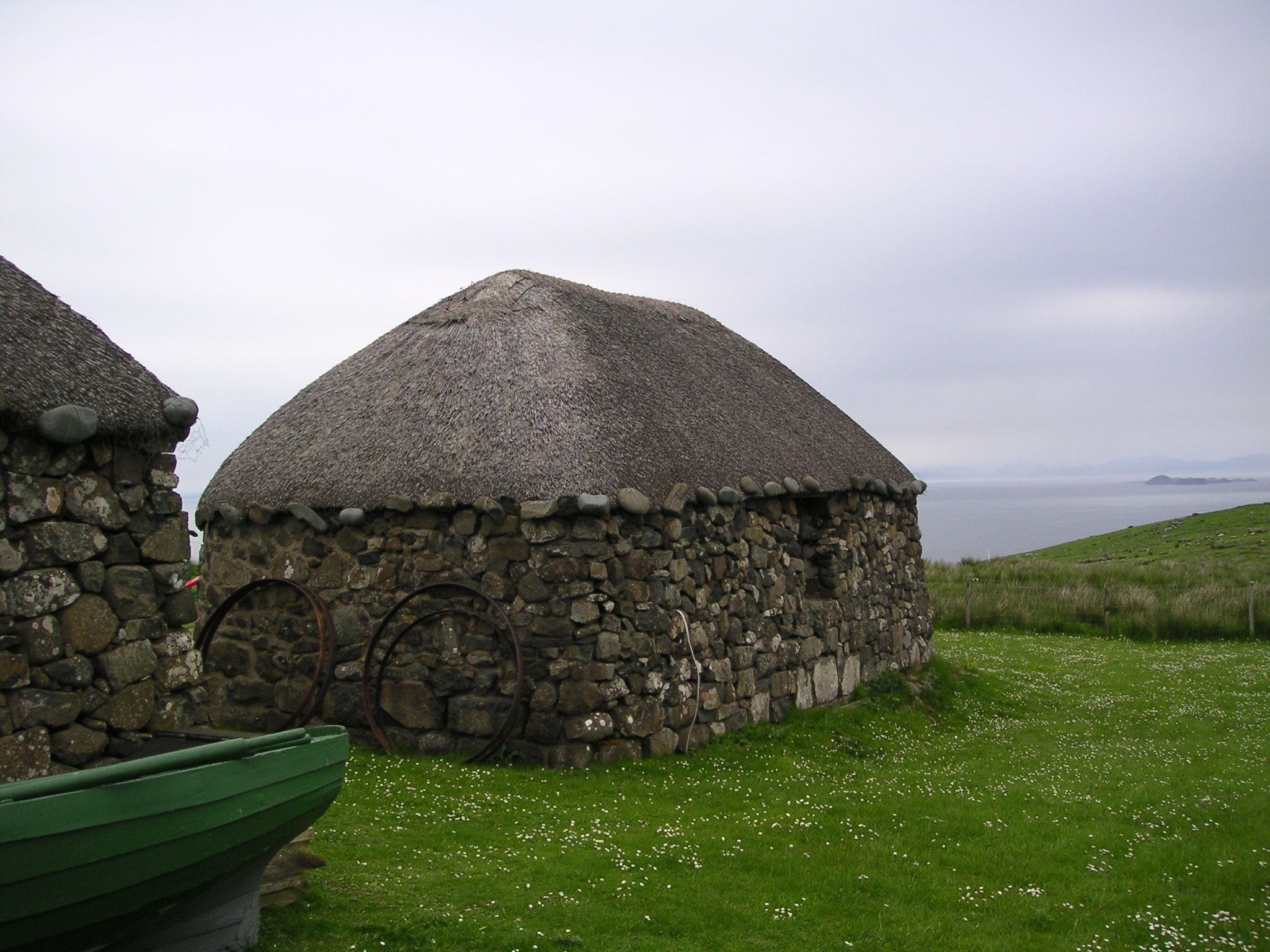
Blackhouse restaurata in un museo a Trotternish, Skye. In questa casa non c’è un camino e la paglia si impregna di fuliggine. Quando il tetto viene sostituito, i rifiuti di paglia possono aggiungere fertilità al terreno, dando luogo a terra scura.

Dark earth in archeologia è un orizzonte archeologico, che può raggiungere lo spessore di un metro, il che indica un insediamento prolungato. Il materiale è ricco di sostanze organiche, incluso il carbone, che gli conferisce il caratteristico colore scuro; può contenere anche frammenti di ceramica, piastrelle, ossa di animali e altri manufatti. Il terreno è quindi arricchito con i resti fuligginosi dei tetti di paglia delle case senza camini e con altri materiali di scarto. In alcune zone sembra conferire al terreno una maggiore fertilità. 
La dark earth di Londra era originariamente chiamata "terra nera" dagli archeologi. È stata ribattezzata "terra oscura" a causa della confusione con il chernozem (terreni di terra nera in Russia), il cui colore tradizionalmente scuro si pensa derivi dall’humus, invece che dalla fuliggine, benché l'opinione non sia universalmente condivisa.

## Effetto fertilizzante del materiale carbonizzato
Nelle Ebridi era consuetudine rimuovere la paglia dalle "black houses" ogni primavera e spargerla sui campi come fertilizzante, migliorato dalla fuliggine. Sull'isola di Achill, nei campi, venivano costruite speciali "capanne di fumo", strutture in pietra con tetti di zolle. Da ottobre a maggio, all'interno di esse venivano accesi fuochi, e in primavera le zolle venivano sparse sui campi. Nel bacino amazzonico ci sono aree molto estese di terreno scuro, conosciute come "terra preta", arricchite da piccole particelle di fuliggine, e queste aree sono molto più fertili del suolo naturale.

## Aree principali

### Gran Bretagna romana
In Inghilterra, la dark earth copre molte aree costruite in epoca romana, in particolare Londinium. In alcuni casi, può rappresentare spazi aperti ai margini dei centri urbani, ma può trovarsi anche in contesti più rurali all'interno e intorno ai focolai d'insediamento. Nel caso di Londra, i depositi sottostanti all'antica dark earth della città sono spesso datati tra il II e il V secolo, nel medio e tardo periodo romano. I depositi sovrastanti sono frequentemente datati al IX secolo, quando la Londra sassone fu ripopolata e iniziò a espandersi. La dark earth mostra poche prove di qualsiasi struttura depositaria o "orizzonte", sebbene le tip lines siano talvolta registrate.
Gli archeologi hanno discusso riguardo a ciò che lo strato di dark earth di Londra può indicare sull'uso umano della città. È stato preso come prova di smaltimento dei rifiuti o del giardinaggio durante il periodo romano sul sito di edifici precedenti. In questo caso potrebbe essere la prova di un declino della popolazione di Londinium o del suo parziale spostamento fuori dalle mura della città. Tuttavia, i cimiteri tardo romani intorno a Londra non mostrano un declino della popolazione rispetto alla Londra precedente.
Recenti scoperte in Francia hanno dimostrato che la dark earth può essere originata da un cambiamento nella tecnologia di costruzione degli edifici. Il passaggio dalla pietra ai materiali da costruzione organici farà sì che questi materiali si decompongano e costruiscano una terra scura . Questo potrebbe essere accaduto in Gran Bretagna e quindi non si può sempre dedurre che la presenza di dark earth significhi diminuzione di attività.
In alternativa, la dark earth potrebbe essersi formata solo dopo l'abbandono alla fine del periodo romano. Secondo questa interpretazione, la dark earth consisterebbe in depositi urbani di paglia impregnata di fumo, erbacce decomposte, legname e pavimenti di terra, rielaborati e omogeneizzati dall'azione dei vermi o da attività agricole, come l'aratura, che mescolavano materiali da costruzione provenienti dalle città romane abbandonate con materiali depositati successivamente.

### Svezia
In Svezia, una dark earth che copre 40 ettari è stata scoperta a Uppåkra, in Scania, nel Sud della Svezia, dove esisteva un insediamento simile a una città dall'anno 1 circa fino al 1000 d.C., quando l'insediamento si spostò nella moderna Lund. È stata trovata una dark earth di oltre 7 ettari nella città vichinga di Björkö (oggi chiamata Birka), nella Svezia centrale, vicino alla moderna Stoccolma. Infine, una dark earth è stata trovata a Köpingsvik, sull'isola di Öland, vicino alla costa orientale della Svezia meridionale.

### Africa occidentale
Le dark earth si trovano attorno alle rovine delle Foreste umide della Guinea e del Ghana, Guinea, Liberia e Sierra Leone. Per un periodo di almeno 700 anni, gli agricoltori dell'Africa occidentale hanno arricchito i terreni delle foreste pluviali intorno alle loro città con il composto derivato da rifiuti di cucina, animali, agricoli e resti di falò per produrre una dark earth caratteristica. La dark earth fa parte della nomenclatura locale, importante dal punto di vista economico, ed è usata con giudizio dalle comunità locali. I popoli Loma e Mende attualmente fertilizzano il suolo in questo modo. Comprendono bene come questo li colleghi all'eredità duratura della fertile dark earth che circonda i siti in rovina della regione. La gente del posto associa l'età delle proprie città alla profondità della dark earth sottostante. 